# Koń (rzeźba Davida Černego)

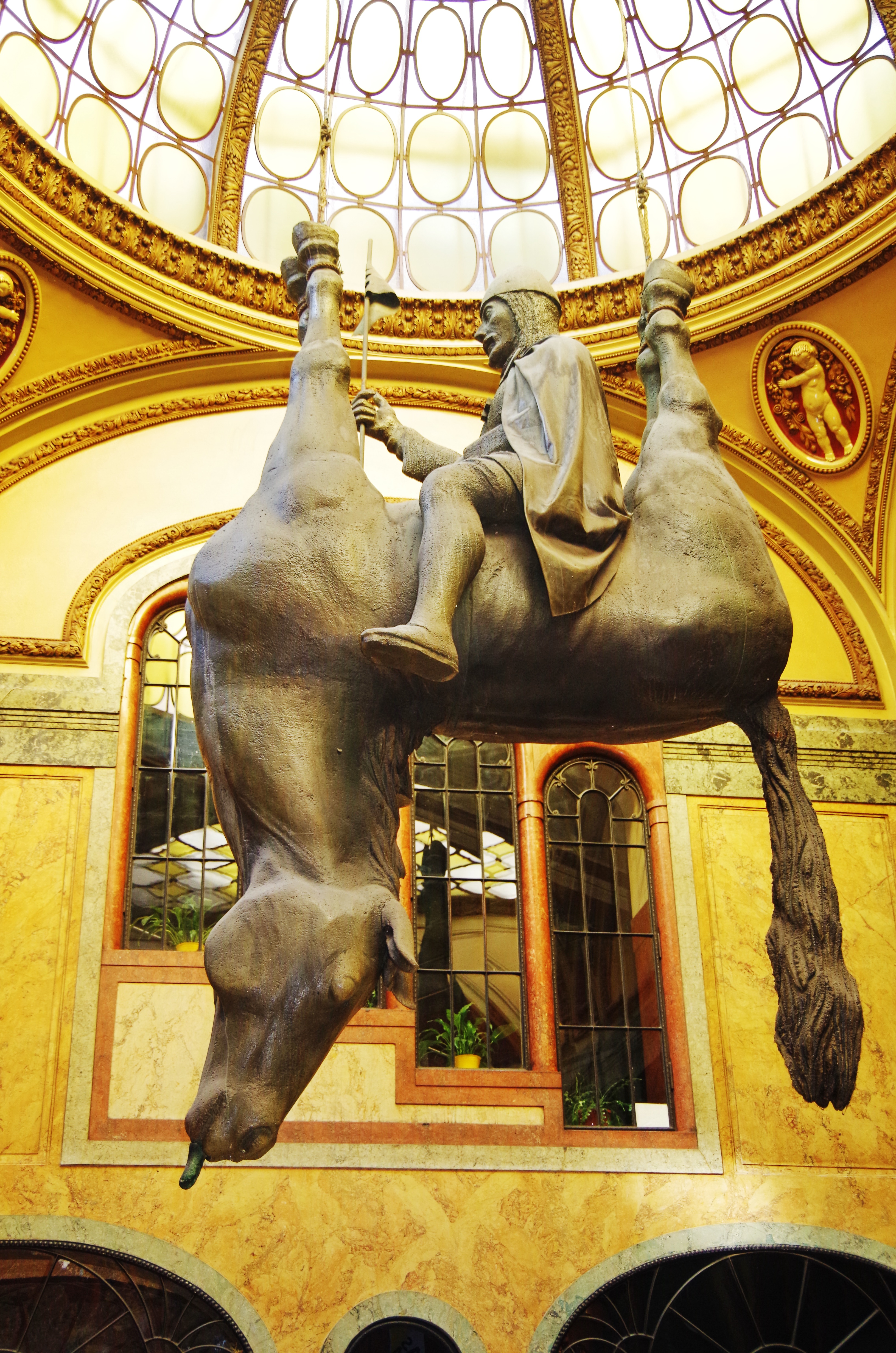
Widok ogólny

Koń (cz. Kůň) – rzeźba czeskiego artysty Davida Černego z 1999 roku, eksponowana w Pradze w Pałacu Lucerna przy Placu Wacława 38 (wejście też od Štěpanskej 6). Pierwotnie stała w dolnej części Placu Wacława.
Rzeźba jest przewrotnym nawiązaniem do zlokalizowanego w pobliżu, w górnej części Placu Wacława, konnego pomnika patrona Czech – św. Wacława, autorstwa Josefa Václava Myslbeka z 1912. Rzeźba Černego różni się tym, że koń św. Wacława jest zdechły, zwisa ze sklepienia brzuchem do góry, z pyska wystaje mu język, a święty siedzi okrakiem nie na grzbiecie zwierzęcia (jak w oryginale), a na jego brzuchu. Postawa jeźdźca niczym nie różni się od oryginalnej – jest on dumny i patrzy odważnie przed siebie, dzierżąc lancę w ręku.
Rzeźba, według Mariusza Szczygła, symbolizować ma odporność Czechów na naruszanie tabu narodowego oraz wysoki w tym narodzie poziom autoironii. Pokazuje postawę Czechów w dobie transformacji systemowej – mimo porzucenia wielu dawnych elementów tożsamości narodowej, kraj rozwija się, jedzie dalej.
Instalację rzeźby wspierała Dagmar Havlová, szwagierka Václava Havla i właścicielka pałacu Lucerna.